# Piratas de Campeche
Los Piratas de Campeche es un equipo de la Liga Mexicana de Béisbol con sede en Campeche, Campeche, México.

## Historia
En 1980 inicia la historia del equipo filibustero al adquirir la franquicia de Alacranes de Durango, sin embargo no terminarían su primera temporada debido a la huelga que sucedió ese año por parte de los jugadores. Jugando en el Parque Venustiano Carranza, después, tuvieron como sede el Parque Leandro Domínguez, mientras el Parque Venustiano Carranza fue remozado y ahora se le conoce con el nombre del gran ídolo campechano Nelson Barrera.

### Años 1980
Fue en 1981 cuando los filibusteros tendrían su primera campaña completa y terminarían con marca de 71 ganados y 50 perdidos, terminando en segundo lugar de División Oeste de la Zona Sur. En la primera ronda jugaron contra los Tigres Capitalinos a los que ganaron 4 juegos a 1, para así conseguir la primera serie ganada en postemporada de su historia. La final de zona se extendería hasta los 7 juegos donde cayeron con los Diablos Rojos del México.

#### Primer Campeonato
En 1983 bajo el mando de Francisco "Paquín" Estrada los piratas conseguirían su primer título de su historia. La temporada regular la terminaron en segundo lugar de la Zona Sur con 70 ganados y 44 perdidos. En esa campaña la postemporada se realizó por medio de un Round Robin en donde participaban los mejores cuatro equipos de cada zona. Los Piratas ganaron el Round Robin de la zona sur al terminar con marca de 13-5. La Serie Final se llevó a cabo entre los ganadores de cada zona, los Indios de Ciudad Juárez serían los rivales al ganar la zona norte, el equipo de Campeche se impuso en 7 juegos para coronarse campeones de la liga.
Para el siguiente año los Piratas no lograron clasificar a la postemporada al terminar la temporada en último lugar de la zona con marca de 37 ganados y 72 perdidos.
Sería hasta la temporada de 1986 cuando volvieron a clasificar a play offs. En la primera ronda se enfrentaron a los Tigres Capitalinos quienes los eliminaron en 6 juegos.
En esa década la novena campechana regresaría de nuevo en 1989 cuando terminaron como líderes de la zona con marca de 75 ganados y 52 perdidos. En la primera ronda barrieron a los Diablos Rojos del México pero fueron vencidos por los Leones de Yucatán 4 juegos a 2.

### Años 1990
Los piratas volverían a los play offs como cuarto lugar en la temporada de 1990 donde vencerían a los líderes Tigres Capitalinos en 6 juegos. Por segundo año consecutivo perderían la final de zona pero en esta ocasión con los Bravos de León (quienes se coronarían campeones).
Por tercer año consecutivo en 1991 el equipo filibustero clasificaba a postemporada donde serían eliminados nuevamente por los Bravos de León.
Para las temporadas 1994, 1995 y 1996 clasificaron a los play offs donde cayeron en la primera ronda con Rojos del Águila de Veracruz en 7, Diablos Rojos del México en 6 y Leones de Yucatán en 5 respectivamente.

### Década de los 2000
Durante este periodo los Piratas se convirtieron en un equipo protagonista al clasificar en 6 de las 10 temporadas en el periodo de 2000 al 2009 en donde además lograron obtener el segundo título de su historia.
En la temporadas 2001 terminaron en Segundo lugar de la Zona Sur pero fuero eliminados por los Tigres Capitalinos en 6 juegos de la primera ronda de playoffs.
En 2003 se enfrentarían de nueva cuenta a los Tigres de la Angelópolis quienes los volvieron a eliminar en la primera ronda en 6 juegos.

#### Segundo Campeonato
Durante la temporada 2004 y dirigidos nuevamente por Francisco "Paquín" Estrada lograron el segundo título, destacando la poderosa ofensiva de refuerzos de la talla de Willis Otáñez y Emil Brown entre otros, así como el confiable cuerpo de serpentinas encabezado por el triple campeón de pitcheo Francisco Campos "Pancho Ponches" y los relevos de Isidro Márquez. En esta campaña terminaron en segundo lugar de la zona con marca de 54 ganados y 41 perdidos. En la primera ronda de play off ganaron la serie a los Olmecas de Tabasco 4-1. En la segunda ronda dejaron en el camino a los Tigres de la Angelópolis en 5 juegos. La final de zona vencieron a los Diablos Rojos del México en el máximo de partidos para avanzar a la final donde enfrentarían a los Saraperos de Saltillo a quienes ganaron la serie 4-1, de esta manera los Piratas levantaban su segundo título.  
Campeche ha ganado dos campeonatos a lo largo de su historia, en ambas ocasiones teniendo al frente a Francisco "Paquín" Estrada, y ha sido precisamente su número, el 25, el único retirado por la novena campechana, el primer campeonato conquistado en la temporada de 1983 y el segundo en la temporada del 2004,  
"Paquín" Estrada aparece como el mejor mánager y mejor cácher dentro de su equipo ideal, con Ramón Lora en primera base, Fernando Villaescusa en segunda, Leo Hernández en la antesala y Felipe Gutiérrez en las paradas cortas. Entre sus mejores jardineros tienen a Isidro Herrera, Mike Cole y Donald Ray Cossey con Roy Johnson de bateador designado y Herminio Domínguez como su mejor pitcher.

En 2005 los piratas regresarían a postemporada para defender su título al terminar en segundo lugar con marca de 62 ganados y 43 perdidos. Los Olmecas de Tabasco tomarían venganza del año anterior para ganarles en 7 partidos a los Piratas y de esta manera dejarlos fuera.
Para la campaña de 2008 volvieron a una postemporada al terminar en cuarto lugar y enfrentar a los Diablos Rojos del México pero fueron barridos en 4 juegos.
En 2009 repitieron en cuarto lugar pero en esta ocasión fueron los Tigres de Quintana Roo quienes los dejaron fuera en 7 juegos.

### Década de los 10
Los Piratas volverían a terminar en segundo la zona sur en la temporada 2011 pero serían eliminados por los Rojos del Águila de Veracruz en 7 partidos.
En la campaña 2014 los Pericos de Puebla ganaron a los Piratas la serie en la primera ronda 4-3.
La temporada 2015 los Piratas terminaron en cuarto lugar con un juego y medio de ventaja sobre los Pericos por lo que tuvieron que jugar un partido de eliminación directa por el boleto del comodín. Los filibusteros se impusieron 3 carreras a 2 en su casa para avanzar a la primera ronda. En esta ocasión serían los Leones de Yucatán quienes los eliminaron en 7 partidos.
En la temporada 2016 finalizaron en cuarto lugar de la Zona Sur pero fueron elimiados por los Leones de Yucatán 4 juegos a 2.

## Estadio
Los Piratas de Campeche utilizan como casa el Estadio Nelson Barrera Romellón con capacidad para 6,000 espectadores, localizado en Campeche, México.

## Jugadores

### Roster actual
Actualizado al 21 de mayo de 2019.
| Piratas de Campeche Roster 2019          |    |                                    |                          |
| C U E R P O T É C N I C O                |    |                                    |                          |
| Mánager                                  | 58 | Bandera de México                  | Francisco Campos Machado |
| Coach de Pitcheo                         | 33 | Bandera de México                  | Isidro Márquez           |
| Coach de Bateo                           | 54 | Bandera de Venezuela               | Rómulo Martínez          |
| J U G A D O R E S                        |    |                                    |                          |
| L A N Z A D O R E S                      |    |                                    |                          |
| Batea: Z / Tira: Z                       | 11 | Bandera de México                  | Jovany López             |
| Batea: D / Tira: D                       | 12 | Bandera de México                  | Irving Machuca           |
| Batea: D / Tira: D                       | 15 | Bandera de México                  | Jesús Adrián Castillo    |
| Batea: D / Tira: D                       | 20 | Bandera de México                  | Francisco Campos         |
| Batea: D / Tira: D                       | 27 | Bandera de México                  | Marco Carrillo           |
| Batea: D / Tira: D                       | 31 | Bandera de México                  | Francisco Haro           |
| Batea: D / Tira: D                       | 34 | Bandera de Venezuela               | Arcenio León             |
| Batea: D / Tira: D                       | 37 | Bandera de la República Dominicana | Luis Mateo               |
| Batea: Z / Tira: Z                       | 48 | Bandera de México                  | Rodolfo Aguilar          |
| Batea: D / Tira: D                       | 52 | Bandera de México                  | Carlos de León           |
| Batea: D / Tira: D                       | 57 | Bandera de México                  | Abel Amaya               |
| Batea: D / Tira: D                       | 77 | Bandera de México                  |                          |
| Batea: Z / Tira: Z                       | 88 | Bandera de Estados Unidos          | Josh Outman              |
| Batea: D / Tira: D                       | 91 | Bandera de México                  | Luis Pino                |
| Batea: D / Tira: D                       | 92 | Bandera de México                  | Benjamín Sandoval        |
| R E C E P T O R E S                      |    |                                    |                          |
| Batea: Z / Tira: D                       | 49 | Bandera de México                  | Carlos Mendívil          |
| Batea: D / Tira: D                       | 51 | Bandera de México                  | Jesús Alberto Vega       |
| J U G A D O R E S D E C U A D R O        |    |                                    |                          |
| Parador en corto - Batea: D / Tira: D    | 2  | Bandera de México                  | Paul León                |
| Segunda base - Batea: A / Tira: D        | 3  | Bandera de México                  | José Guadalupe Chávez    |
| Tercera base - Batea: D / Tira: D        | 7  | Bandera de México                  | Jasson Atondo            |
| Primera base - Batea: A / Tira: D        | 9  | Bandera de Venezuela               |                          |
| Segunda base - Batea: D / Tira: D        | 13 | Bandera de México                  | Diego Madero             |
| Segunda base - Batea: Z / Tira: D        | 45 | Bandera de México                  | Fernando Pérez           |
| Tercera base - Batea: D / Tira: D        | 47 | Bandera de Venezuela               | Jairo Pérez              |
| J A R D I N E R O S                      |    |                                    |                          |
| Jardinero central - Batea: Z / Tira: Z   | 4  | Bandera de Estados Unidos          | Jay Austin               |
| Jardinero derecho - Batea: D / Tira: D   | 8  | Bandera de México                  | Asael Sánchez            |
| Jardinero izquierdo - Batea: D / Tira: D | 10 | Bandera de la República Dominicana | Olmo Rosario             |
| Jardinero central - Batea: D / Tira: D   | 17 | Bandera de México                  | Oscar Williams           |
| Jardinero derecho - Batea: D / Tira: D   | 35 | Bandera de México                  | Christian Navarro        |
| Jardinero izquierdo - Batea: D / Tira: Z | 55 | Bandera de México                  | José Lugo                |

### Jugadores destacados
- Herminio Domínguez.
- Francisco Campos.(1)
- Roy Johnson.
- Marco Antonio "El Buzo" Guzmán.
- Narciso Elvira.
- Mike Cole.

### Números retirados
- 25 Francisco "Paquín" Estrada.
- 39 Roy Johnson.
- 34 Fernando Valenzuela.[4]

### Novatos del año
- 1995  Bernardo Cuervo.
- 1996  Francisco Campos.
- 2010  Héctor Velázquez.

### Campeones Individuales

#### Campeones Bateadores
| Año   | Nombre              | Porcentaje |
| ----- | ------------------- | ---------- |
| 1985  | Oswaldo Olivares(2) | .397       |
| O2018 | Olmo Rosario        | .408       |

#### Campeones Productores
| Año | Nombre  | Producidas |
| --- | ------- | ---------- |
| NA  | Ninguno | NA         |

#### Campeones Jonroneros
| Año  | Nombre        | Jonrones |
| ---- | ------------- | -------- |
| 1989 | Leo Hernández | 39       |
| 1991 | Roy Jhonson   | 37       |
| 2009 | Rubén Rivera  | 32       |

#### Campeones de Bases Robadas
| Año  | Nombre           | Bases |
| ---- | ---------------- | ----- |
| 1987 | Mike Cole        | 66    |
| 1988 | Mike Cole        | 80    |
| 1990 | Mike Cole        | 56    |
| 1995 | Darrell Brinkley | 55    |

#### Campeones de Juegos Ganados
| Año  | Nombre              | Récord |
| ---- | ------------------- | ------ |
| 1986 | Rodolfo Valdez      | 17-7   |
| 1989 | Idelfonso Velázquez | 20-6   |
| 2004 | Francisco Campos(1) | 12-2   |
| 2011 | Francisco Campos    | 12-5   |

#### Campeones de Efectividad
| Año  | Nombre                | Porcentaje |
| ---- | --------------------- | ---------- |
| 2004 | Francisco Campos(1)   | 1.47       |
| 2005 | Francisco Campos      | 2.84       |
| 2009 | Francisco Campos      | 2.31       |
| 2012 | Miguel Fortunato Ruiz | 2.42       |

#### Campeones de Ponches
| Año   | Nombre              | Ponches |
| ----- | ------------------- | ------- |
| 1998  | Ravelo Manzanillo   | 144     |
| 1999  | Narciso Elvira      | 133     |
| 2002  | Francisco Campos    | 125     |
| 2003  | Danny Magee         | 155     |
| 2004  | Francisco Campos(1) | 99      |
| 2005  | Francisco Campos    | 170     |
| 2007  | Francisco Campos    | 108     |
| 2008  | Francisco Campos    | 115     |
| O2018 | Orlando Lara        | 64      |

#### Campeones de Juegos Salvados
| Año  | Nombre              | Juegos |
| ---- | ------------------- | ------ |
| 1981 | Antonio Pulido      | 27     |
| 1983 | Julio César Divison | 20     |
| 1991 | Mike Browning       | 34     |
| 2005 | Isidro Márquez      | 25     |

1 Ganador de la triple corona de pitcheo en la temporada 2004.
2 Comenzó la temporada con Aguascalientes.

## Ejecutivos del año
La organización ha obtenido el nombramiento de Ejecutivo del Año en la LMB en una ocasión.
- 2004  Gabriel Escalante.